# Pierre Viau
Pierre Viau (né en 1940 à Montréal) est un auteur, avocat et juge canadien. Il a pris sa retraite comme juge de la Cour supérieure du Québec en 2003, après 17 années de service.

## Biographie
Né à Montréal en 1940, Pierre Viau est licencié en droit de l’Université de Montréal (1962) et admis au Barreau en 1963. Il se spécialise dans le droit public, particulièrement en droit municipal, rural et urbain, et en droit de la santé et des services sociaux. À ce titre, il publie plusieurs ouvrages et enseigne la fiscalité à l’Université de Sherbrooke (1975-1982) et le droit municipal à l’Université de Montréal (1975-1979, 1981-1983).
Il accède à la Cour supérieure du Québec le 22 août 1985. Il continue à s’intéresser au droit public et plus spécifiquement au droit comparé. Membre de l'Association québécoise du droit comparé, il participe aux congrès mondiaux de droit comparé tenus à Montréal (1990), Athènes (1994), et Bristol (1998) où il présente les rapports canadiens sur la protection des biens culturels, l’utilisation du droit comparé par les tribunaux au Québec, et la législation en pays bilingue et bijuridique.

## Ouvrages et publications
- 2009 : Justice et droit – Perspectives et réflexions au fil du temps, une série de livrets électroniques publiés uniquement en ligne dont les quatre premiers sont disponibles sur www.justiceetdroit.com :
  - I : Justice et droit – Aux temps anciens[3]
  - II : Justice et droit – Antiquité tardive et Moyen Âge[4]
  - III : Justice et droit – Renaissance et Monde nouveau – XIVe et XVe siècles[5]
  - IV : Justice et droit – Économie et colonies – Autour du XVIe siècle[6]
  - 2010 : V : Justice et droit – XVIe siècle : Humanisme et Réformes[7] – Offert gratuitement jusqu’au 4 avril 2010[8]
- 1976 : La Cité humaine[9], un ouvrage publié en collaboration avec Me Conrad Delisle et Me Jean H. Massey, relatif à l’aménagement régional et à l’urbanisme.
- 1968 : Les municipalités du Québec[10], un volume traitant des structures municipales urbaines et rurales.
- Le Recueil : Série d’articles concernant divers aspects de la vie municipale, servant au cours intitulé « La Municipalité : un vécu, un projet », offert par l’Université du Québec dans le cadre de son programme Télé-Université.
- La Revue municipale, chronique juridique mensuelle de 1964 à 1983.